# Michael Rupp
Michael Francis Rupp (Cleveland, 13 gennaio 1980) è un ex hockeista su ghiaccio statunitense.

## Carriera
Nel corso della propria carriera ha vinto la Stanley Cup nel 2003 con i New Jersey Devils.
Nell'estate del 2011 lascia Pittsburgh dopo due anni per firmare un contratto triennale con i New York Rangers del valore di 4,5 milioni di dollari.